# Bourbon (Missouri)
Bourbon – miasto w Stanach Zjednoczonych, w stanie Missouri, w hrabstwie Crawford.